# Himne de la Terra
L'Himne de la Terra és una cançó de celebració o una composició musical que elogia o exalta el planeta Terra.

## Història
En el 18è aniversari de la creació de l'ONU i el 25è aniversari de la Declaració Universal dels Drets Humans, i com a contribució a la pau mundial, l'any 1963 Pau Casals estrenà l'oratori El Pessebre. Aquella actuació serví perquè anys després, a petició de l'aleshores secretari general de les Nacions Unides, U Thant, amb motiu del seu 26è aniversari, el 24 d'octubre de 1971 demanés interpretar un himne a les Nacions Unides a càrrec de Pau Casals, la lletra del qual va ser escrita pel poeta W.H. Auden. Thant es va acostar primer a Casals, que era un amic personal, buscant crear un himne a la pau i amb l'esperança que la cançó estigués basada en el preàmbul de la Carta de les Nacions Unides. Thant va encarregar més tard a Auden que escrigués el poema després que Casals en demanés un per posar música. Auden va completar el seu treball en tres dies. L'obra acabada, gravada per a cor i orquestra, dura uns set minuts interpretada. No obstant això, mai hi va haver plans per adoptar la cançó com a himne oficial de l'organització mundial, i les mateixes Nacions Unides van afirmar l'any 2000 per part del Departament d'Informació Pública que no tenen cap himne oficial:
| «                  | (anglès) Though many songs have been written about the United Nations or on related themes, there is no official anthem or hymn for the Organization. One such song, or hymn, was written and performed at the United Nations, on 24 October 1971, on the occasion of the 25th anniversary of the Organization, by maestro Pablo Casals of Spain. The words were written by poet W.H. Auden of the United Kingdom. | (català) Tot i que s'han escrit moltes cançons sobre les Nacions Unides o sobre temes relacionats, no hi ha cap himne o himne oficial per a l’Organització. Una d'aquestes cançons, o himne, va ser escrita i interpretada a les Nacions Unides, el 24 d'octubre de 1971, amb motiu del 25è aniversari de l'Organització, pel mestre espanyol Pablo Casals. Les paraules van ser escrites pel poeta W.H. Auden del Regne Unit. | » |
| — Fact sheet no. 9 | | |   |

Les motivacions per no acceptar aquella obra com a himne oficial de les Nacions Unides, s'especulen per pressions de la diplomàcia espanyola, molesta pel discurs catalanista i antifranquista de Casals. Però també perquè Auden, l’autor de la lletra, havia format part de les Brigades Internacionals durant la Guerra Civil espanyola. I fins i tot havia editat un llarg poema "Spain 1937" que s'havia venut arreu d'Europa per recaptar fons destinats a despeses mèdiques del bàndol republicà en el qual ell mateix duia una ambulància. Per part d'Anglaterra, país originari de W.H. Auden, el consideraren un desertor, ja que l'any 1939 aquest havia marxat a viure als Estats Units i havia aconseguit la nacionalitat d'allà, decebut pel paper del seu país que no va defensar la causa republicana espanyola.

## Cançons sobre la Terra
Hi ha una sèrie de cançons o composicions musicals que elogien o exalten el planeta Terra. Una d'elles "World Anthem" de l'Institut i Fundació Mindshare. Altres cançons sobre el mateix tema inclouen "Earth Anthem" de The Turtles (posteriorment interpretada per Dan Fogelberg), "Mother Earth (Natural Anthem)" de Neil Young, "Earth Song" de Michael Jackson, "Earth Hour Anthem" d'Andrew Huang i "Earth Anthem" d'Abhay Kumar.
La lletra "Earth Day Anthem" de William Wallace (i de vegades la lletra original de Barbara George) es canten àmpliament amb la melodia de "Ode to Joy" de Ludwig van Beethoven per celebrar el Dia de la Terra.

## Demanda d'un himne oficial de la Terra
La delegació permanent de l'Índia a París a la UNESCO va fer una crida per a un himne oficial de la Terra el gener de 2014 però segueix sense haver-hi un consens oficial.

## Citacions
| «        | (anglès) We find that the idea of having an Earth Anthem is a creative and inspiring thought which would contribute to bringing the world together. | (català) Trobem que la idea de tenir un Himne de la Terra és un pensament creatiu i inspirador que contribuiria a unir el món. | » |
| — UNESCO | | |   |

| «                   | (anglès) Vedas – the first book of universal knowledge and wisdom says, 'Bhumi Mata Putroaham' – which means 'Earth is my mother, I am her son'. This is one of the essences of ancient Indian philosophy. Every effort to protect and respect mother earth is an effort to protect ourselves and our generations to come. The Earth Anthem is a beautiful effort in this direction. | (català) Vedas, el primer llibre de coneixement i saviesa universal, diu: "Bhumi Mata Putroaham" - que significa "La terra és la meva mare, jo sóc el seu fill". Aquesta és una de les essències de la filosofia índia antiga. Tot esforç per protegir i respectar la mare terra és un esforç per protegir-nos a nosaltres mateixos i a les nostres generacions futures. L’Himne de la Terra és un bell esforç en aquesta direcció. | » |
| — Kailash Satyarthi | | |   |

| «                    | (anglès) ... a global consciousness has certainly begun to emerge. To tap into this nascent consciousness and give it form and focus, we need to establish a common language and common icons. In time, then, emerging generations of global citizens would come to rally around these, in realizing their debt to and in paying tribute to the planet that sustains us all. What better icon, then, than our planet itself, and what more universal language than music! ... an Earth Anthem shared and sung by all the peoples of the world. | (català) ... sens dubte, ha començat a emergir una consciència global. Per aprofitar aquesta consciència naixent i donar-li forma i enfocament, hem d’establir un llenguatge i unes icones comunes. Amb el temps, doncs, les generacions emergents de ciutadans mundials vindrien a reunir-se al voltant d’aquestes, en adonar-se del seu deute i en retre homenatge al planeta que ens sosté a tots. Quina millor icona, doncs, que el nostre propi planeta i quin llenguatge més universal que la música! ... un Himne de la Terra compartit i cantat per tots els pobles del món. | » |
| — Dr. Shashi Tharoor | | |   |